# Farey
Farey este o comună rurală din departamentul Dosso, regiunea Dosso, Niger, cu o populație de 26.507 locuitori (2001).